# 1747
Évszázadok: 17. század – 18. század – 19. század
Évtizedek: 1690-es évek – 1700-as évek – 1710-es évek – 1720-as évek – 1730-as évek – 1740-es évek – 1750-es évek – 1760-as évek – 1770-es évek – 1780-as évek – 1790-es évek
Évek: 1742 – 1743 – 1744 – 1745 –  1746 – 1747 – 1748 – 1749 – 1750 – 1751 – 1752

## Események

### Határozott dátumú események
- február 14. – Franciaországban megalapítják az École nationale des ponts et chaussées-t.[1]
- május 1. – Felavatják a Sanssouci kastélyegyüttest.[2]
- május 7. – II. Frigyes porosz király megad egy zenei témát, amire Johann Sebastian Bachnak egy fúgát kell improvizálnia; utóbb ebből születik a Musikalisches Opfer.[3]
- július 2. – Az osztrák örökösödési háború lauffeldi csatájában az osztrák–holland–brit–hannoveri szövetség legyőzi a franciákat.[4]
- július 19. – Az osztrák örökösödési háború assiettai csatájában a savoyai–osztrák védők visszaverik az Alpokon keresztül támadni szándékozó francia seregeket.[5]
- december 22. – A helytartótanács elkoboztatja a Debrecenben nyomtatott Heidelbergi kátét, azzal az indokkal, hogy sérti a katolikus vallást.[6]

### Határozatlan dátumú események

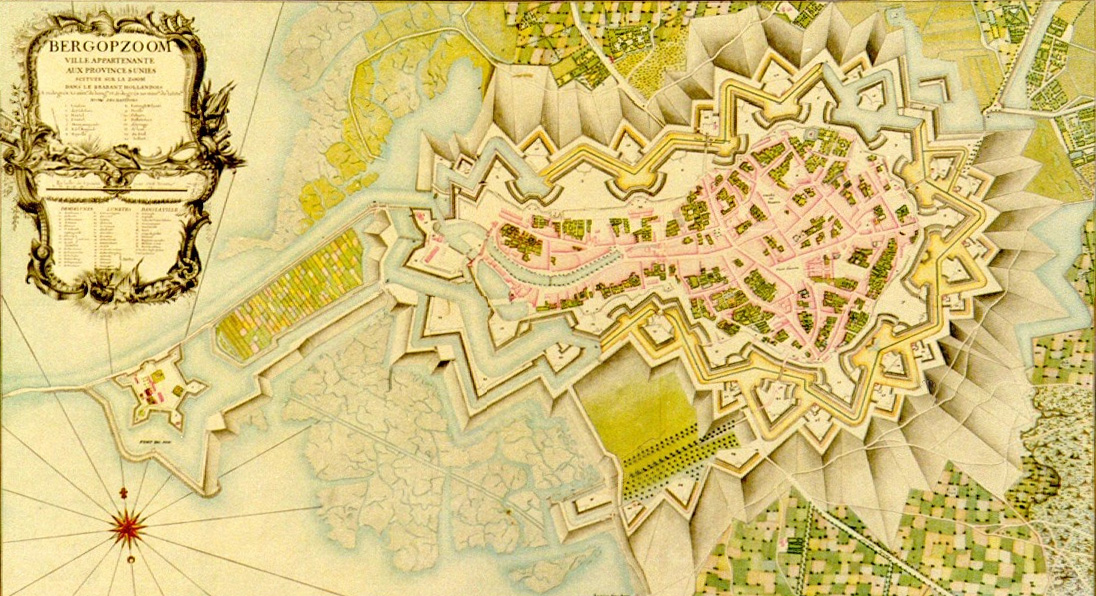
Bergen Op Zoom

- július–szeptember – Bergen op Zoom ostroma. (Az osztrák örökösödési háború idején Ulrich von Löwendal altábornagy vezette francia seregtest megtámadja a holland, osztrák, brit, hannoveri és hesseni csapatok által védett – a Brabant és Zeeland határán fekvő – erődöt.)

## Születések
- január 19. – Johann Elert Bode német csillagász, a róla elnevezett Titius–Bode-szabály hirdetője(† 1826)
- április 13. – Louis Philippe Joseph d’Orléans, a Bourbon-ház orléans-i ágából származó francia királyi herceg, a Nemzeti Konvent tagja († 1793)
- május 5. – II. Lipót, Toszkána nagyhercege, magyar király, német-római császár († 1792)
- szeptember 8. – Tolnay Sándor, az állatorvoslás első egyetemi professzora († 1818)
- október 20. – François Barthélemy márki, francia politikus, diplomata († 1830)
- november 16. – Batthyány Nepomuk János, Torontál vármegye főispánja († 1831)

Bizonytalan dátum
- Bessenyei György, magyar író, költő († 1811)

## Halálozások
- augusztus 19. – Jávorka Ádám, II. Rákóczi Ferenc hadvezére (* 1683 vagy 1684)
- november 17. – Alain René Lesage francia író, költő (* 1668)